# Кратеропа саванова

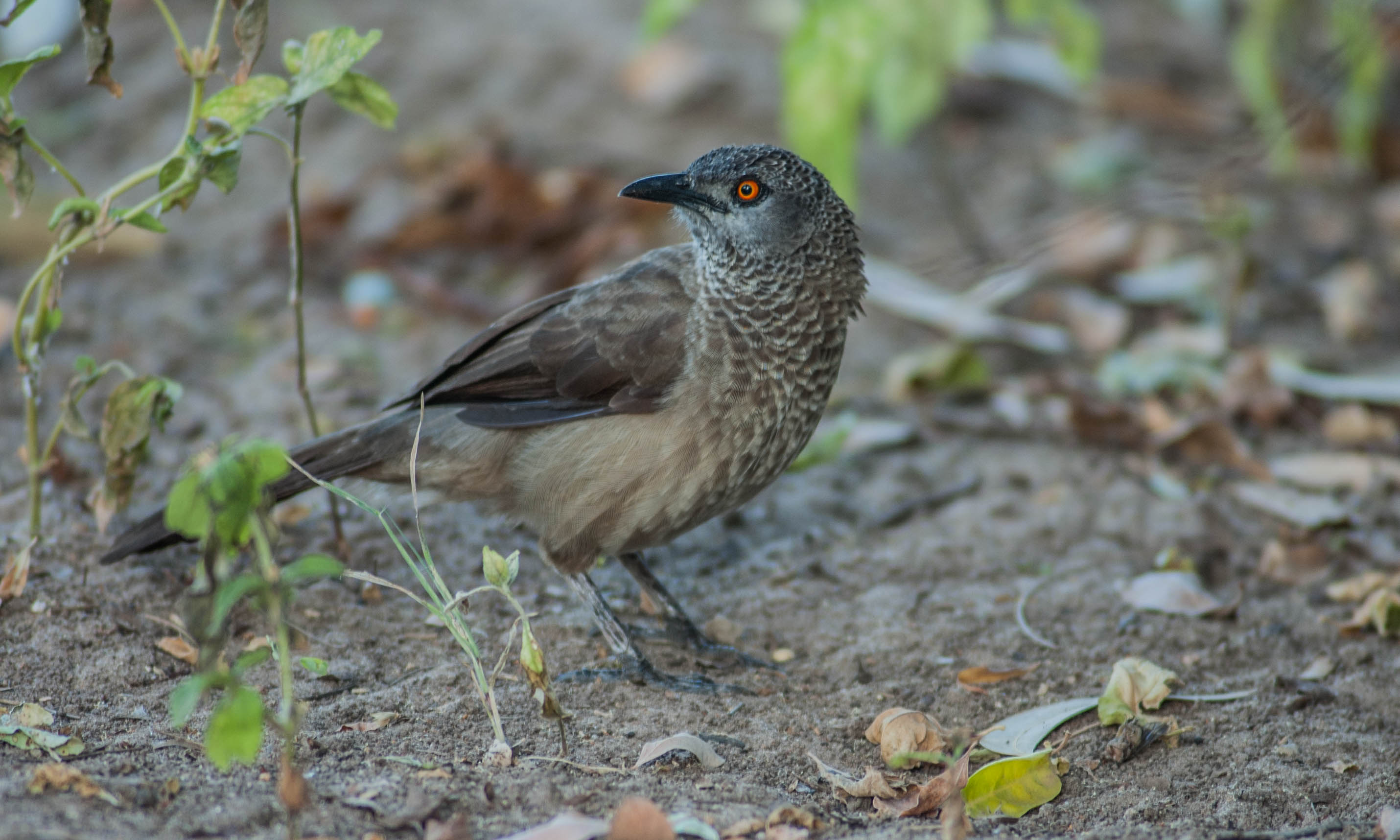
Саванова кратеропа (Гамбія)

Кратеро́па саванова (Turdoides plebejus) — вид горобцеподібних птахів родини Leiothrichidae. Мешкає в Західній і Центральній Африці. Утворює надвид з білоголовою і бурою кратеропою.

## Опис
Довжина птаха становить 22-25 см, вага 52-80 г. Забарвлення переважно сірувато-коричневе. Горло і груди поцятковані білими плямками, на голові білуваті края пер створюють лускоподібний візерунок. Крила бронзово-коричневі. Дзьоб чорний, лапи сіро-чорні, очі жовті. Виду не притаманний статевий диморфізм. Молоді птахи мають подібне забарвлення, але більш коричневе і однотонне. Очі у них карі.

## Підвиди
Виділяють три підвиди:
- T. p. platycirca (Swainson, 1837) — від південної Мавританії до західної Нігерії;
- T. p. plebejus (Cretzschmar, 1828) — від північно-східної Нігерії до західного і центрального Судану;
- T. p. cinerea (Heuglin, 1856) — від південно-східної Нігерії до південно-західної Ефіопії і західної Кенії.

## Поширення і екологія
Саванові кратеропи, як випливає з ії назви, мешкають переважно в саванах, а також в сухих тропічних лісах, чагарникових заростях, в садах і на плантаціях. Є переважно осілими. однак деякі популяції можуть в посушливий сезон відкочовувати у вологіші райони. В центральних районах Буркіна-Фасо саванові кратеропи зустрічають переважно у вологий сезон, так само, як і в угандійському районі Кампала.

## Поведінка
Саванові кратеропи живуть зграями до 14 птахів. Вони живляться переважно комахами, а також іншими безхребетними, ягодами і плодами, іноді також падлом. Шукають здобич на землі.